# Präsidentschaftswahl in der Volksrepublik China 2023
Die Präsidentschaftswahl in China 2023 (chinesisch: 2023年中国国家主席选举) fand am 10. März 2023 im Rahmen des 14. Nationalen Volkskongresses statt, um indirekt den Präsidenten und den Vizepräsidenten von China zu wählen. Der Präsident ist das zweithöchste zeremonielle Amt nach dem Generalsekretär der Kommunistischen Partei Chinas (Überragender Führer). Die Präsidentschaft wird jedoch seit 1993 vom Generalsekretär der KPCh innegehalten. Die Amtszeitbegrenzung für die Präsidentschaft wurde auf dem Nationalen Volkskongress 2018 aufgehoben, um die Präsidentschaft mit dem KPCh-Generalsekretär zu vereinheitlichen, der keine Amtszeitbeschränkungen hat. Der derzeitige KPCh-Generalsekretär Xi Jinping, der erwartungsgemäß wiedergewählt wurde, wurde 2023 einstimmig für eine beispiellose dritte Amtszeit als Präsident gewählt.